# Тенере
Тенере (на английски: Ténéré) е пустиня в Централна Африка, разположена в Западен Чад и Североизточен Нигер. Обикновено е считана за част от пустинята Сахара.
Името на пустинята идва от местния диалект на берберското племе туареги и означава „пустиня“.
Тенере заема площ от близо 400 000 km² (154 440 мили²).
Пустинята не е гъсто населена.
В източния край на Тенере се намира оазисът Билма, който е начална точка на туарегските кервани с камили, които изминават 560 км през пустинята до пазарното селище Агадез
Туарегите добиват сол около Билма, чрез специално изкопани ями, които се пълнят с вода. На повърхността на ямите се образуват солни кристали, които се слагат в дървени калъпи, тежащи по 18 килограма.
В северозападния край на Тенере, по платото Аир и около неговия връх Багзан има извори, които позволяват отглеждането на маслини, фурни и други култури.
Платото е богато на газели, щрауси и антилопи.